# Ash-Shaliheen Moskee
De Ash-Shaliheen Moskee is een moskee gelegen naast het kantorencomplex van de premier in Bandar Seri Begawan, Brunei.

## Structuur
De moskee is gebouwd in Marokkaanse stijl door de Egyptische architect Abdel-Wahed El-Wakil, winnaar van de Driehaus-prijs 2009 en onderdeel van de Nieuw Klassieke beweging.
Voor het gemak van de gelovigen heeft de moskee een glazen schuifdak. De bouw van de moskee werd in juni 2012 voltooid en biedt plaats aan maximaal 1000 personen tegelijk.